# Current Organic Synthesis
Current Organic Synthesis (скорочено Curr. Org. Synth. ) — рецензований науковий журнал, який публікує статті з усіх галузей органічної хімії. Журнал видається Bentham Science Publishers з 2004 року. Публікує поглиблені та міні-огляди, оригінальні дослідницькі статті, листи і короткі повідомлення з усіх галузей синтетичної органічної хімії. 
За даними Journal Citation Reports, імпакт-фактор журналу становив 2,117 у 2014 році. Головний редактор видання Едуардо А. Кастро (Національний університет Ла-Плати, Аргентина).